# جوان سيفيرانس
جوان سيفيرانس (بالإنجليزية: Joan Severance)‏ هي عارضة وممثلة أمريكية، ولدت في 23 ديسمبر 1958 بهيوستن في الولايات المتحدة. بدأت مشوارها المهني سنة 1973.

## أعمال

### أفلام
- (1987) السلاح القاتل[4][5][6]
- (1989) نو هولدز باريد

## وصلات خارجية
- جوان سيفيرانس على موقع IMDb (الإنجليزية)
- جوان سيفيرانس على موقع روتن توميتوز (الإنجليزية)
- جوان سيفيرانس على موقع ألو سيني (الفرنسية)
- جوان سيفيرانس على موقع أول موفي (الإنجليزية)
- جوان سيفيرانس على موقع قاعدة بيانات الأفلام السويدية (السويدية)
- جوان سيفيرانس على موقع إن إن دي بي (الإنجليزية)
- جوان سيفيرانس على موقع قاعدة بيانات الفيلم (الإنجليزية)
- جوان سيفيرانس على موقع كينوبويسك (الروسية)
- جوان سيفيرانس على موقع دليل عارضات الأزياء (الإنجليزية)